# François Joseph Lefebvre
François Joseph Lefebvre (ur. 25 października 1755 w Rouffach, zm. 14 września 1820 w Paryżu) – francuski żołnierz, książę Gdańska i Marszałek Francji.

## Życiorys
Mając 18 lat zaciągnął się do pułku gwardii. Tam, po 15 latach służby, doszedł do stopnia sierżanta. Po wybuchu rewolucji i rozwiązaniu gwardii, razem z większością swojej kompanii wcielony został do nowo formowanego batalionu z misją uczenia żołnierzy manewrów bitewnych. W 1792 mianowany kapitanem w 13. batalionie lekkiej piechoty, w 1793 dowódcą tego batalionu, a na początku 1794 generałem brygady. Niedługo potem awansował na generała dywizji. 
Na polecenia generała Hoche'a odbił Vauban, walczył pod Apach, Sainte-Croix i Dinant. W bitwie pod Fleurus na czele przedniej straży armii Sambry i Mozy przyczynił się do zwycięstwa. W 1795 bił się m.in. pod Spiek i Wetzlar. W 1796 walczył pod dowództwem generała Klebera w armii Renu i Mozeli pod Altenkirchen, Frankfurtem i nad Lahną. W 1797 pod dowództwem generała Hoche walczył na prawym skrzydle. W wojnie 1799 Lefebvre dowodził przednią strażą armii Jourdana (armia dunajska). Razem z 8 tys. żołnierzy utrzymał obronne stanowisko pod Stockach przeciwko 36 tys. Austriaków, jednak raniony musiał wrócić do Francji. Potem brał udział w wypadkach 18 Brumaire'a - na czele 25 grenadierów wydobył z sali Rady Pięciuset prezesa posiedzenia, Lucjana Bonapartego. W nagrodę otrzymał dowództwo 14., 15. i 17. dywizji. Nie brał udziału w kampanii 1805, zamiast tego organizował pułki gwardii w różnych departamentach Francji. 
W wojnie 1806 Lefebvre walczył m.in. pod Jeną (gdzie dowodził piechotą gwardii). Potem wysłany został przez Cesarza do Gdańska, który miał zdobyć. Zaczął oblegać ją w marcu, mając do pomocy korpusy Lannesa i Oudinota, a mimo to twierdza kapitulowała dopiero w połowie maja. Za zdobycie Gdańska Napoleon nadał mu tytuł księcia Gdańska. W wojnie w Hiszpanii Lefebvre dowodził 4. korpusem, walczył pod Durango, Guenes, Espinosa, zdobył Bilbao, potem wrócił do Niemiec, gdzie objął dowództwo armii Bawarii. Na jej czele bił się pod Tann, Ebersbergiem, Eckmuhl i Wagram. 
W wyprawie rosyjskiej dowodził starą gwardią, w 1813 zaś dowodził lewym skrzydłem, gdzie bił się pod Montmirail, Arcis-sur-Aube i Champ-Aubert. Po upadku Napoleona opowiedział się za królem, jednak w czasie Stu Dni wrócił do Cesarza. 
Lefebvre według samego Napoleona „umiał korzystać z nauk Turenne'a i marszałka saskiego, wzorem pierwszego był roztropny i umiarkowany, od drugiego zaś przejął czynność, zapał i przezorność”.

## Życie prywatne

Herb

1 marca 1783 roku poślubił Catherine Hübscher, byłą praczkę, która zasłynęła jako Madame Sans-Gene. Mieli czternaścioro dzieci (dwunastu synów, dwie córki): dwanaścioro zmarło w wieku niemowlęcym, dwaj pozostali synowie również nie przeżyli ojca. Marie Joseph Xavier, urodzony 10 marca 1785, został w roku 1812 mianowany generałem brygady, ale 15 grudnia tegoż roku zmarł w Wilnie; jego brat o imieniu Joseph, a nazywany w rodzinie "Coco", urodził się w roku 1802, a zmarł prawdopodobnie w 1817.

## Odznaczenia[2]
- Wielki Orzeł Legii Honorowej
- Krzyż Wielki Orderu Karola III (Hiszpania)
- Krzyż Wielki Orderu Wojskowego Świętego Henryka (Królestwo Saksonii)